# Horné Trhovište
Horné Trhovište (bis 1948 slowakisch „Horné Vašardice“; deutsch Oberwascharditz, ungarisch Felsővásárd) ist eine Gemeinde im Westen der Slowakei mit 574 Einwohnern (Stand 31. Dezember 2024), die zum Okres Hlohovec, einem Teil des Trnavský kraj, gehört.

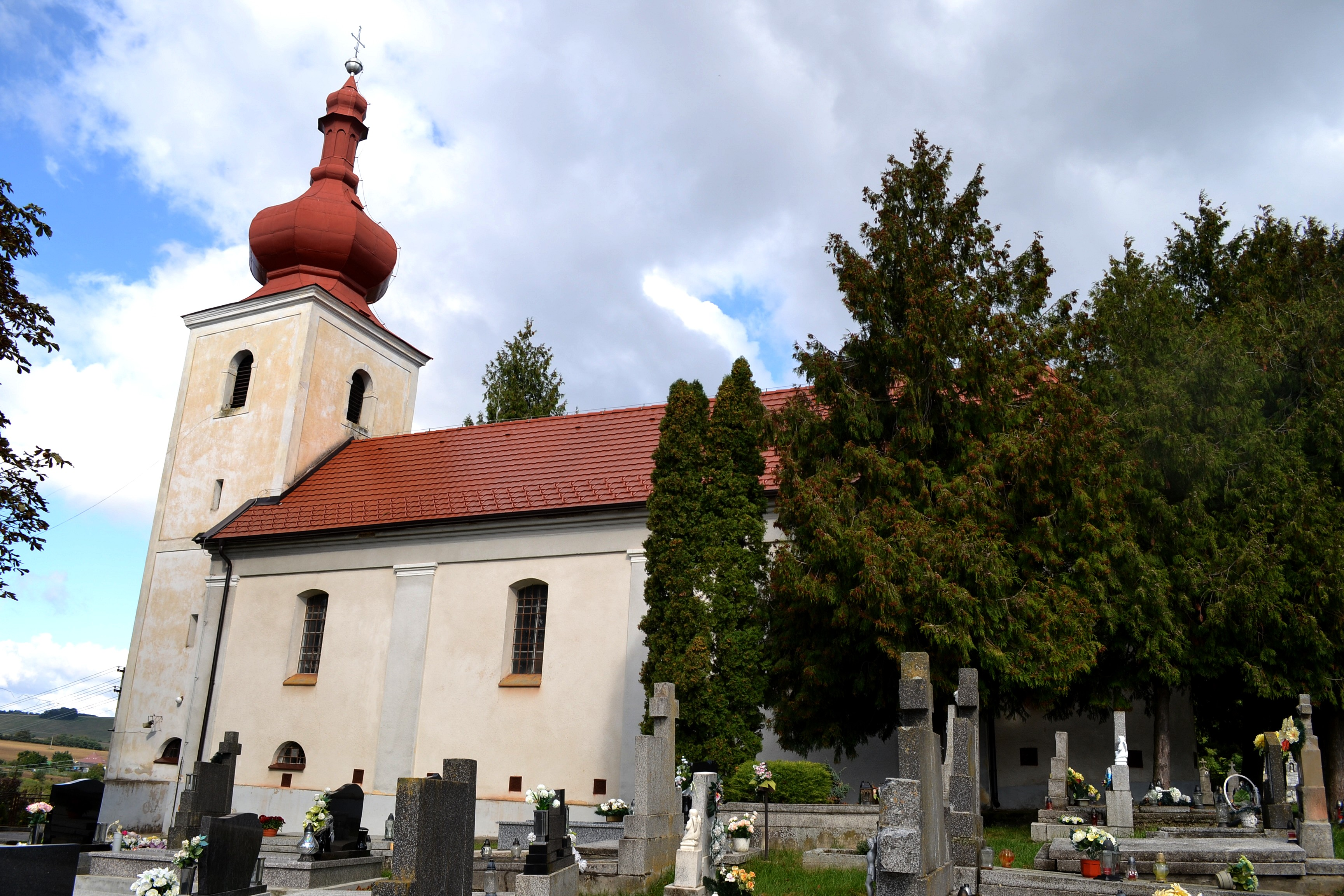
Kirche

## Geographie
Die Gemeinde befindet sich im Westteil des Hügellands Nitrianska pahorkatina am Fuße des Gebirges Považský Inovec. Durch den Ort fließt ein namenloser Bach, der weiter flussabwärts in die Galanovka mündet. Das Ortszentrum liegt auf einer Höhe von 222 m n.m. und ist neun Kilometer von Hlohovec entfernt.
Nachbargemeinden sind Jalšové im Norden, Horné Otrokovce im Nordosten, Dolné Otrokovce im Osten, Dolné Trhovište im Süden und Tepličky im Westen.

## Geschichte
Ein Ort mit dem heutigen Teilnamen Trhovište wurde 1156 als Vascard schriftlich erwähnt. 1256 war das Dorf Besitz des Geschlechts Hont-Pázmány, danach hatten verschiedene kleinadelige Familien Güter im Ort. Die Existenz einer Pfarrei ist im Jahr 1332 nachgewiesen. Die Haupteinnahmequellen der Einwohner waren Landwirtschaft und Weinbau.
Bis 1918 gehörte der im Komitat Neutra liegende Ort zum Königreich Ungarn und kam danach zur Tschechoslowakei beziehungsweise heute Slowakei.
Von 1979 bis 1990 war Horné Trhovište Teil der Gemeinde Horné Otrokovce.

## Bevölkerung
| Jahr                | 1994 | 2004    | 2014     | 2024    |
| ------------------- | ---- | ------- | -------- | ------- |
| Anzahl der Personen | 578  | 548     | 604      | 574     |
| Unterschied         |      | −5,19 % | +10,21 % | −4,96 % |

| Jahr                | 2023 | 2024    |
| ------------------- | ---- | ------- |
| Anzahl der Personen | 578  | 574     |
| Unterschied         |      | −0,69 % |

Nach der Volkszählung 2011 wohnten in Horné Trhovište 594 Einwohner, davon 582 Slowaken, drei Tschechen, zwei Magyaren und ein Deutscher. Sechs Einwohner machten keine Angabe zur Ethnie. 523 Einwohner bekannten sich zur römisch-katholischen Kirche, sechs Einwohner zur Evangelischen Kirche A. B. und ein Einwohner zur griechisch-katholischen Kirche. 28 Einwohner waren konfessionslos und bei 36 Einwohnern wurde die Konfession nicht ermittelt.

## Bauwerke
- römisch-katholische Kirche aus dem ersten Drittel des 13. Jahrhunderts, 1742–1744 erweitert und barockisiert
- Landschloss, ursprünglich im Renaissance-Stil gestaltet, 1758 im Barockstil umgebaut und verkleinert
- Kapelle im Barockstil aus der zweiten Hälfte des 18. Jahrhunderts